# Manon Melis
Gabriëlla Maria "Manon" Melis, född 31 augusti 1986 i Rotterdam, är en nederländsk före detta fotbollsspelare (anfallare). 
Hon spelade i LdB FC säsongerna 2007-2011. 2012 skrev hon på för Linköpings FC. Den 4 december 2012 skrev hon på för LdB FC Malmö. Till säsongen 2014 skrev hon på för Kopparbergs/Göteborg FC. Sedan 2016 spelar hon i det amerikanska laget Seattle Reign FC. Hon har spelat i Nederländernas landslag sedan 2005.

## Meriter
- 2008 vann Manon Melis damallsvenskans skytteliga med 23 spelmål
- Melis fick pris som "årets allsvenska spelare" vid Fotbollsgalan 2010.
- 2010 blev Melis svensk mästarinna med LdB FC.
- 2010 vann Melis damallsvenskans skytteliga med 25 mål, varav ett på straff.
- 2011 vann Melis delad seger med Margret Lara Vidarsdottir i både damallsvenskans skytteliga (16 mål) och poängligan (21 poäng).[2]
- 2013 blev Melis svensk mästarinna med LdB FC.

I landslaget har hon gjort hela 30 mål (till och med 2010) vilket är flest mål av alla spelare i det nederländska landslaget genom tiderna.
Den 3 juli 2014 gjorde hon hattrick med fyra mål de första 20 minuterna när Göteborgs FC mötte Jitex på bortaplan. 0-4 blev slutresultatet.